# Amazon Echo
Amazon Echo ist ein smarter Lautsprecher und das Frontend zum Sprachassistenten Alexa des US-amerikanischen Konzerns Amazon. Er greift auf diverse herstellereigene Dienste sowie Dienste von Drittanbietern zu. Diese Dienste werden als Skills bezeichnet. Das Gerät wird seit dem 23. Juni 2015 in den Vereinigten Staaten und seit dem 26. Oktober 2016 in Deutschland verkauft.
Das Sprachassistenz-Geschäft verursacht über fünf Milliarden US-Dollar Verlust pro Jahr.

## Funktionalität

### Sprachsteuerung

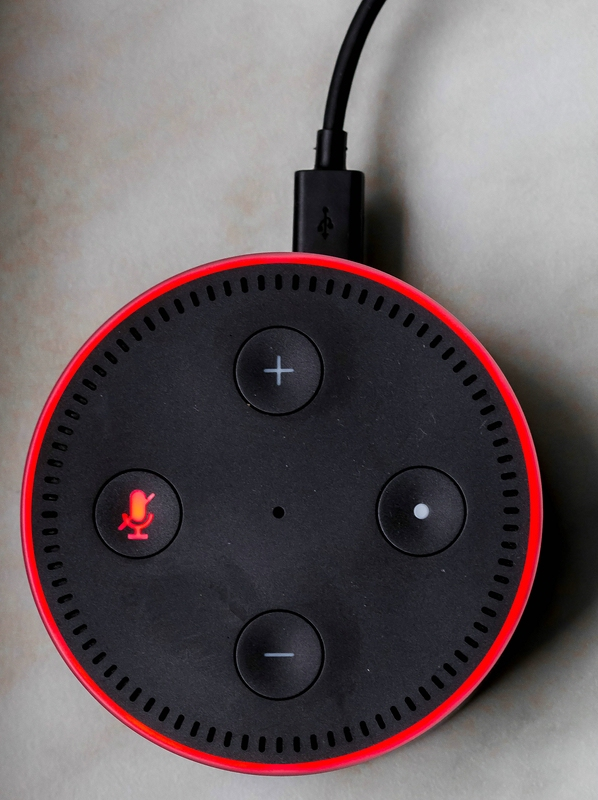
Amazon Echo Dot (2. Generation) mit ausgeschalteten Mikrofonen

Die Geräte sind so konzipiert, dass sie im Bereitschaftsmodus die Sprache zunächst geräteintern verarbeiten und auf ein Aktivierungswort warten. Mittels gesprochener Aktivierungswörter wie Alexa, Echo, Amazon oder Computer oder durch Drücken der Aktionstaste auf der Oberseite des Geräts wird die eigentliche Sprachsteuerung eingeleitet. Im Folgenden überträgt das Gerät dann die im Raum gesprochenen Worte über das Internet zum Hersteller, wo die Befehle umgesetzt werden. Das Gerät muss dazu über ein WLAN mit dem Internet verbunden sein.
Die einzelnen Phasen zwischen Bereitschaft, Spracherkennung und -verarbeitung zeigt das Gerät über einen farbigen Leuchtring an. Wenn mehrere Geräte in akustischer Reichweite betrieben werden, erfolgt die Spracherkennung an dem Gerät, welches dem Benutzer am nächsten ist. Diese Technik wird als Echo Spatial Perception bezeichnet.
Über einen Knopf kann die Sprachsteuerung auch gänzlich abgeschaltet werden. Dieser wirkt direkt auf die sieben eingebauten Mikrofone, d. h. ohne weitere herstellerseitige Eingriffsmöglichkeit. Eine derart abgeschaltete Sprachübertragung wird über rote Leuchten signalisiert.

### Skills- Funktionserweiterungen
Ohne Skill-Erweiterungen kann das Gerät Aktionen ausführen wie beispielsweise das Abspielen von Musik, Setzen eines Weckers oder Timers, Begriffe erklären, Kalender verwalten etc. Amazon bietet darüber hinaus einen Store für sogenannte Skills (Leistungsangebote), welche von Drittanbietern erstellt werden können. Skills werden vom Benutzer aktiviert und bieten zusätzliche Funktionen wie das Steuern von Smart-Home-Geräten, Spiele oder das Hören von Nachrichten. In den USA stehen mittlerweile über 50.000 Skills zur Kommunikation mit Webdiensten zur Verfügung, weltweit sind es mehr als 100.000 Skills. Skills lassen sich einzeln über die mit Fire-OS-, Android- und iOS-Geräten kompatible Alexa-App oder per Sprachbefehl aktivieren. Mit dem zur Verfügung gestellten Alexa Skills Kit (ASK) lassen sich mit Alexa Webdienste nutzen. Seit Januar 2017 stehen zirka 500 deutschsprachige Skills zur Verfügung, die meisten in der Kategorie Spiele, Quiz & Zubehör, gefolgt von Bildung & Nachschlagewerke und Neuheiten & Humor. Seitdem wurde der Bestand allerdings weiter aufgestockt, sodass mittlerweile gut 11.600 Alexa-Skills auf Deutsch verfügbar sind. Während in den USA immer mehr bezahlpflichtige Skills auf den Markt kommen, können deutsche Nutzer bislang noch kostenlos auf die zusätzlichen Skills zugreifen. Ein paar Beispielsätze, welche Amazon Echo umsetzt bzw. beantwortet, wären etwa „Alexa, setze Milch auf die Einkaufsliste“, „Alexa, welche Termine habe ich heute?“ oder „Alexa, spiele Musik ab“.
Es gibt mehrere Kooperationspartner wie beispielsweise BMW, Spotify, TuneIn Radio, Deutsche Bahn, Tagesschau, Spiegel Online oder TorAlarm, eine Fußball-App. Demnach ist es möglich, Alexa seinen verbundenen BMW abschließen zu lassen oder sich aktuelle Schlagzeilen von Nachrichtenseiten wie Spiegel Online oder die Fußballergebnisse vorlesen zu lassen. Das Gerät kann mit Hilfe der Philips Hue Bridge und kompatiblen Leuchten (per App via WLAN steuerbares System von LED-Leuchten) die Beleuchtung im gesamten Haus oder im Garten steuern, wenn sie entsprechend vernetzt ist. Mit der Harmony-Fernbedienung von Logitech steuerbare Fernseher, AV-Receiver und Streaming-Boxen können auch über Alexa-Sprachbefehle bedient werden, womit indirekt die Nutzung von Netflix oder Amazon Video über Sprachsteuerung möglich ist. In den USA ist es möglich, Alexa den Kontostand abrufen zu lassen und Bestellungen bei Domino’s Pizza abzusetzen.
Amazons Prime-Kunden können auf Zuruf Musik hören und hunderttausende Prime-berechtigter Artikel bestellen, die von Amazon verkauft und/oder versandt werden. Der Spracheinkauf unterstützt auch die erneute Bestellung Prime-fähiger Produkte über die Amazon-Plattform. Bestellungen können nach der Aufgabe wieder storniert und bereits versandte Bestellungen nachverfolgt werden.

## Kritik

### Herstellungsbedingungen
Laut der britischen Zeitung The Guardian werden bei der Fertigung bei Foxconn in Hengyang (China) die ohnehin nicht mit westlichen Bedingungen vergleichbaren Arbeitsrechte systematisch verletzt. Schüler ab 16 Jahren werden über Lehrkräfte als Praktikanten angeheuert, die regelmäßig Überstunden leisten und auch nachts arbeiten müssen. Statt je acht Stunden an fünf Tagen waren je zehn Stunden an sechs Tagen die Regel; wer sich wehrte, wurde unter Druck gesetzt und, bei anhaltendem Beharren auf seinen Rechten, entlassen.

### Datenschutz
Alle Sprachbotschaften werden dauerhaft in der Amazon-Cloud gespeichert, wenn man sie nicht selbst in seinem Nutzerprofil löscht. Außerdem speichern Drittanbieter Sprachbotschaften unbegrenzt lang.
Im Dezember 2016 wurde erstmals von Seiten der amerikanischen Strafverfolgungsbehörden auf Cloud-gespeicherte Audiodaten zurückgegriffen, die sich dadurch die Aufklärung eines Mordfalles erhofften.
Die ehemalige Bundesbeauftragte für den Datenschutz, Andrea Voßhoff, gab die in der Regel fehlende Transparenz, wie gespeicherte Informationen genau genutzt werden, zu bedenken. Da das Gerät auf ein Aktivierungswort hört, zeichnen Mikrofone ständig Geräusche auf, was intime Einblicke ins Privatleben gewährt. Dadurch wäre es möglich, die Privatsphäre der eigenen Wohnung zu gefährden. Verschärft wird das Problem, weil die Aufzeichnung auch bei ähnlich klingenden Kommandos beginnt.
Im Oktober 2017 wurde Amazon Echo der österreichische Negativpreis Big Brother Award in der Kategorie Weltweiter Datenhunger verliehen.
Im April 2018 erhielt Amazon Alexa den deutschen Big Brother Award in der Kategorie Verbraucherschutz. In der Laudatio von padeluun hieß es, sie sei „eine Abhörschnittstelle, die sich zum Beispiel als Wecker tarnt, aber ein allwissender Butler in fremden Diensten ist, der sich von mir höchstpersönlich ins Schlafzimmer tragen und an das weltweite Überwachungsnetz anschließen lässt.“
Im Ausland gespeicherte Gesprächsaufzeichnungen werden bei Erkennungsproblemen rund um die Uhr von bei Amazon angestellten Personen ausgewertet und um Anmerkungen ergänzt, um die Spracherkennung zu erweitern.

### Sicherheit
Mit einem Minimum an technischem Aufwand und Wissen wurde 2017 ein Hack von Sprachassistenten gezeigt: Unter dem Namen DolphinAttack bekannt, wurden im Nahbereich der Geräte für den menschlichen Hörbereich nicht wahrnehmbare akustische Signale zur Übernahme der Geräte-Kontrolle genutzt – mit Frequenzen oberhalb von 20 Kilohertz. Spracherkennungssysteme können diese für Menschen unhörbaren Befehle erkennen und ausführen. Betroffen von DolphinAttack war neben anderen Sprachassistenten auch Amazon Echo. Eine Abwehr solch verdeckter Befehle ist das Abschalten des permanenten Hineinlauschens in den Raum (always-on-Einstellung).
Die deutsche Niederlassung des Konzerns übermittelte einem Kunden auf dessen Datenauskunftsantrag rund 1700 WAV-Dateien sowie eine PDF-Datei mit chronologisch unsortierten Transkripten darüber, was Amazons Sprachassistent Alexa aus Spracheingaben verstand. Der Kunde hatte nie Alexa genutzt, die Daten stammten von anderen Nutzern.

## Geschichte
In die Entwicklung der Sprachsteuerung investierte Amazon mehrere Millionen US-Dollar und machte die Alexa Voice Services (AVS) Dritten zugänglich. Die Sprachaufnahmen, welche die Grundlage für die Stimme der Software bilden, erfolgten im polnischen Danzig. Dort hatte Amazon 2013 das Start-up Ivona übernommen, das die entsprechende Technik entwickelte. Die deutsche Stimme ist die einer Profisprecherin, die seitdem exklusiv für Amazon arbeitet. Der Konzern hält ihre Identität geheim. Das Aktivierungswort „Alexa“ ist Amazons Hommage an die Bibliothek von Alexandria.
Für Amazon-Prime-Mitglieder in den USA ist Amazon Echo seit dem 6. November 2014 erhältlich. Am 23. Juni 2015 wurde das Gerät allen Kunden angeboten.
Im März 2016 stellte Amazon den Amazon Echo Dot vor, der eine Puck-große Version des Echo ist. Im Gegensatz zum Echo hat er nur einen kleinen Lautsprecher, da man ihn mit vorhandenen Lautsprechern verbinden kann.
Im Februar 2017 wurde bekannt, dass Amazon an der Identifikation menschlicher Stimmen forscht (Sprecherauthentifizierung).

### Ende der Testphase in den USA
Nach einjähriger Testphase in den USA wurden Amazon Echo und Amazon Echo Dot auch in anderen Ländern angeboten, darunter Großbritannien, wo man seit dem 28. September 2016 eine UK-Version kaufen kann.

### Markteinführung in Deutschland
Eine auf 10.000 Stück limitierte Version für den deutschen Markt wurde im Oktober 2016 angekündigt. Kunden mussten sich für ein Exemplar bewerben. Anfang November 2016 vertröstete Amazon die Vorbesteller auf unbestimmte Zeit. Im November 2016 teilte der Konzern mit, dass vorerst keine „Einladungen zum Kauf“ verschickt werden und allein deren Bearbeitung mehrere Monate erfordere. Im Februar 2017 wurde die Lieferzeit für Vorbesteller zunächst mit „mehrere Wochen“ angegeben, wurde dann mit Aufhebung des Einladungssystems am 11. Februar 2017 aber erheblich nach unten korrigiert.
Die Verbreitung von Alexa in Deutschland wird für 2020 auf über 11 Millionen Nutzer geschätzt.

## Produktvarianten
Der Hersteller bietet verschiedene Produktvarianten in verschiedenen Generationen an (alte nicht mehr im Verkauf), mit ähnlicher Grundfunktion, jedoch anderer technischer Ausstattung.

### Echo (1. Generation)
Die ursprüngliche Version des Echo

### Echo (2. Generation)
Eine Weiterentwicklung der ersten Generation mit größeren und verbesserten Lautsprechern, kompakteren Abmessungen und Stoff statt Plastikhülle.

### Echo (3. Generation)
Wieder etwas kompakter als die vorige Generation, mit abgerundeten Kanten

### Echo (4. Generation)
Die vierte Generation des Echo erschien 2020. Das Kugeldesign ist die auffälligste Änderung zum Vorgänger. Die Anzeige-LEDs wurden auf die Unterseite verlegt. Im Gerät ist ein ZigBee-Hub enthalten.

### Echo Dot (1. Generation)
Eine flache Version des Echo mit kleinerem Lautsprecher. Die Lautstärke wird mit einem Rädchen eingestellt.

### Echo Dot (2. Generation)
Eine überarbeitete Neuauflage des Echo Dot. Die Lautstärke kann mit Drucktastern eingestellt werden. Das Gerät ist etwas kleiner geworden.

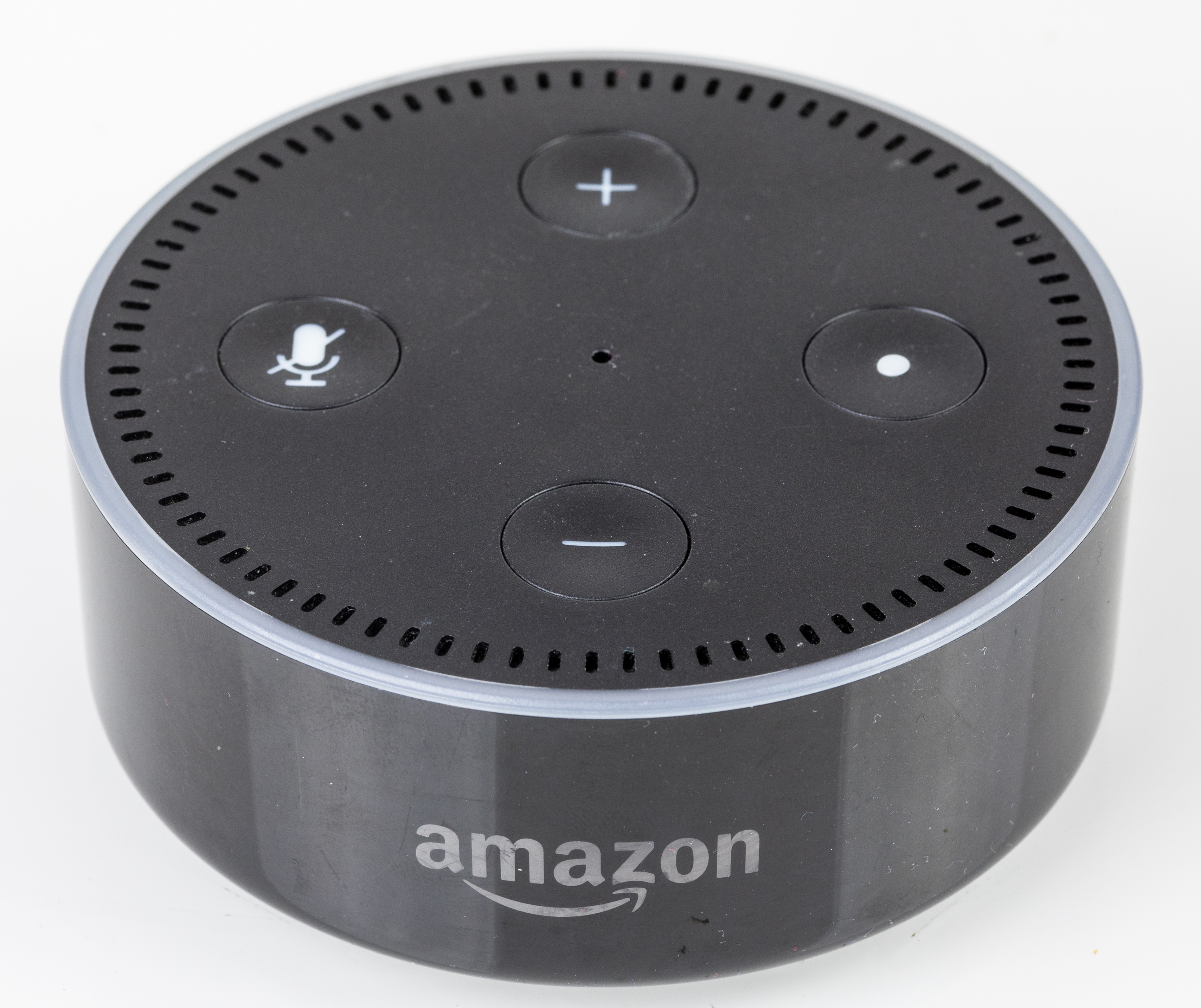
Amazon Echo Dot (RS03QR), 2. Generation
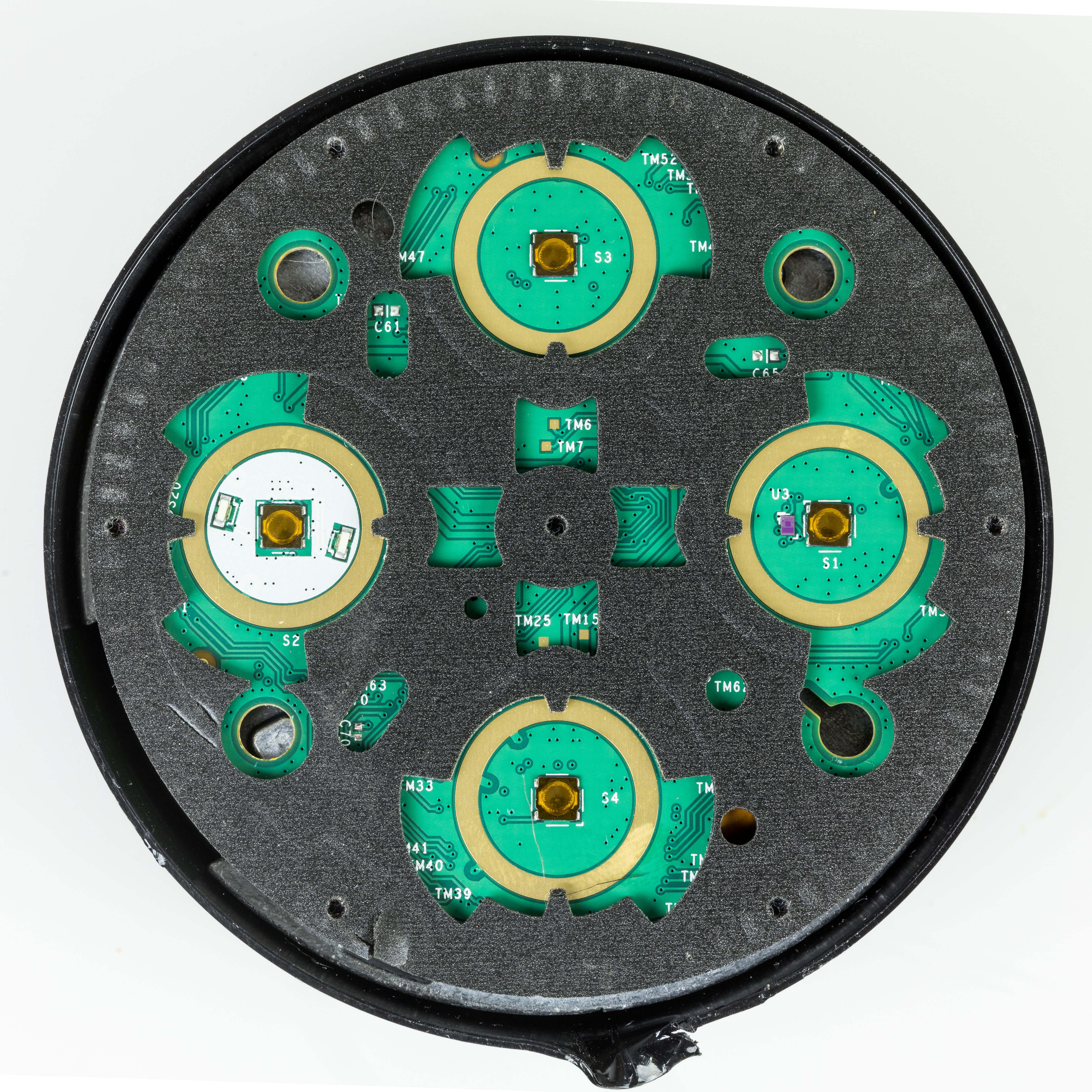
Amazon Echo Dot, ohne Abdeckung
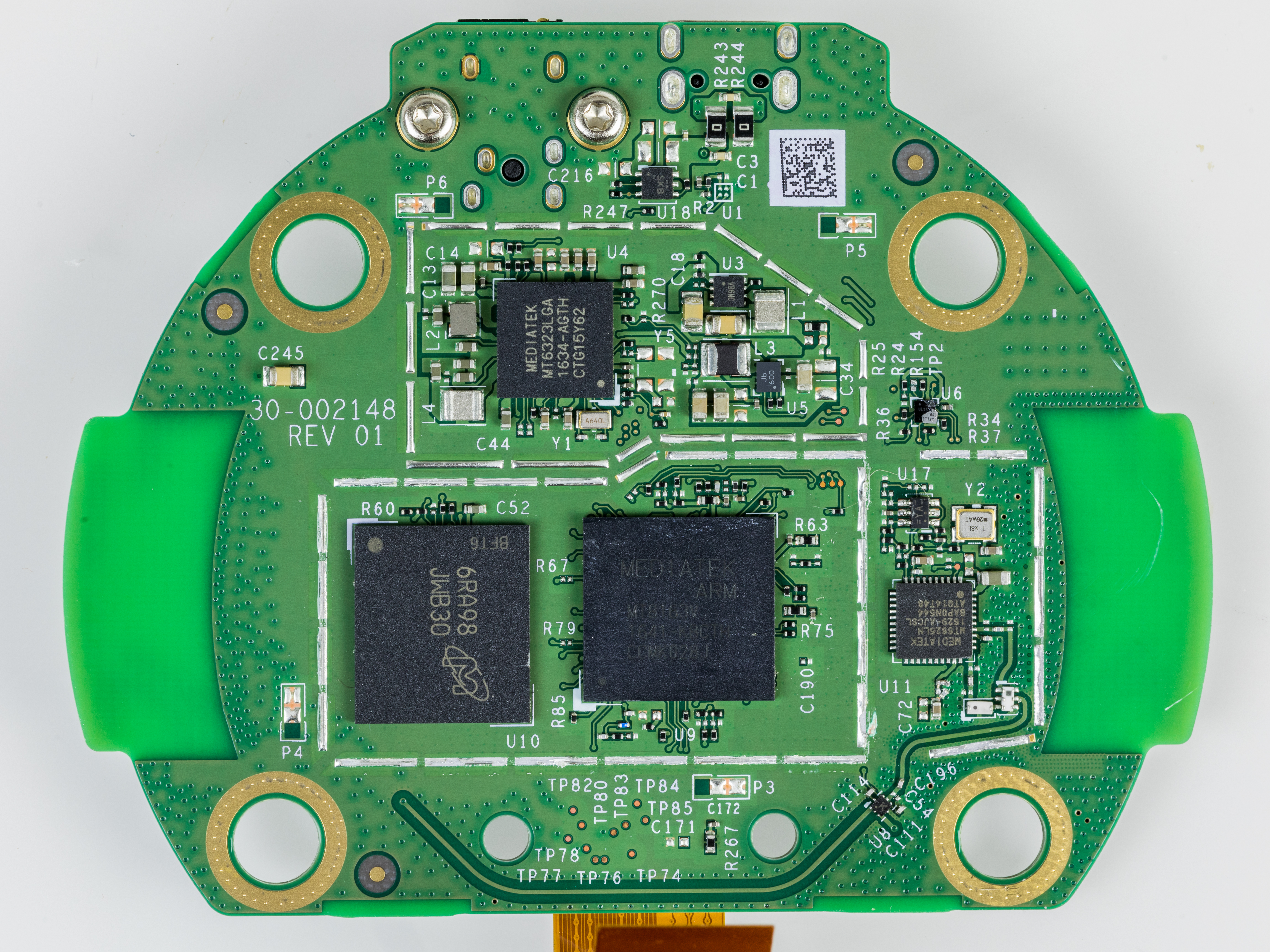
Motherboard mit Prozessor
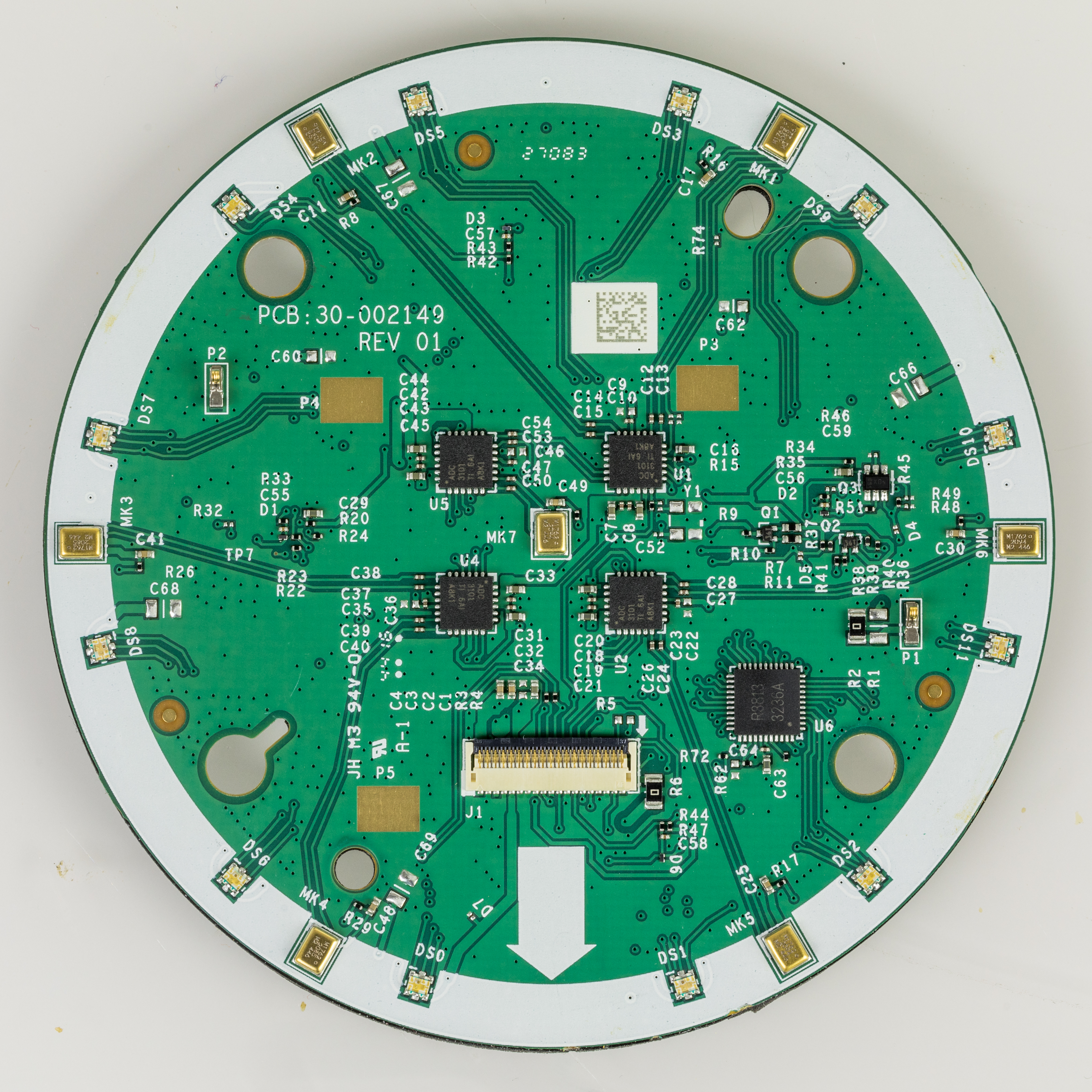
Platine mit Mikrophonen und LEDs

### Echo Dot (3. Generation)

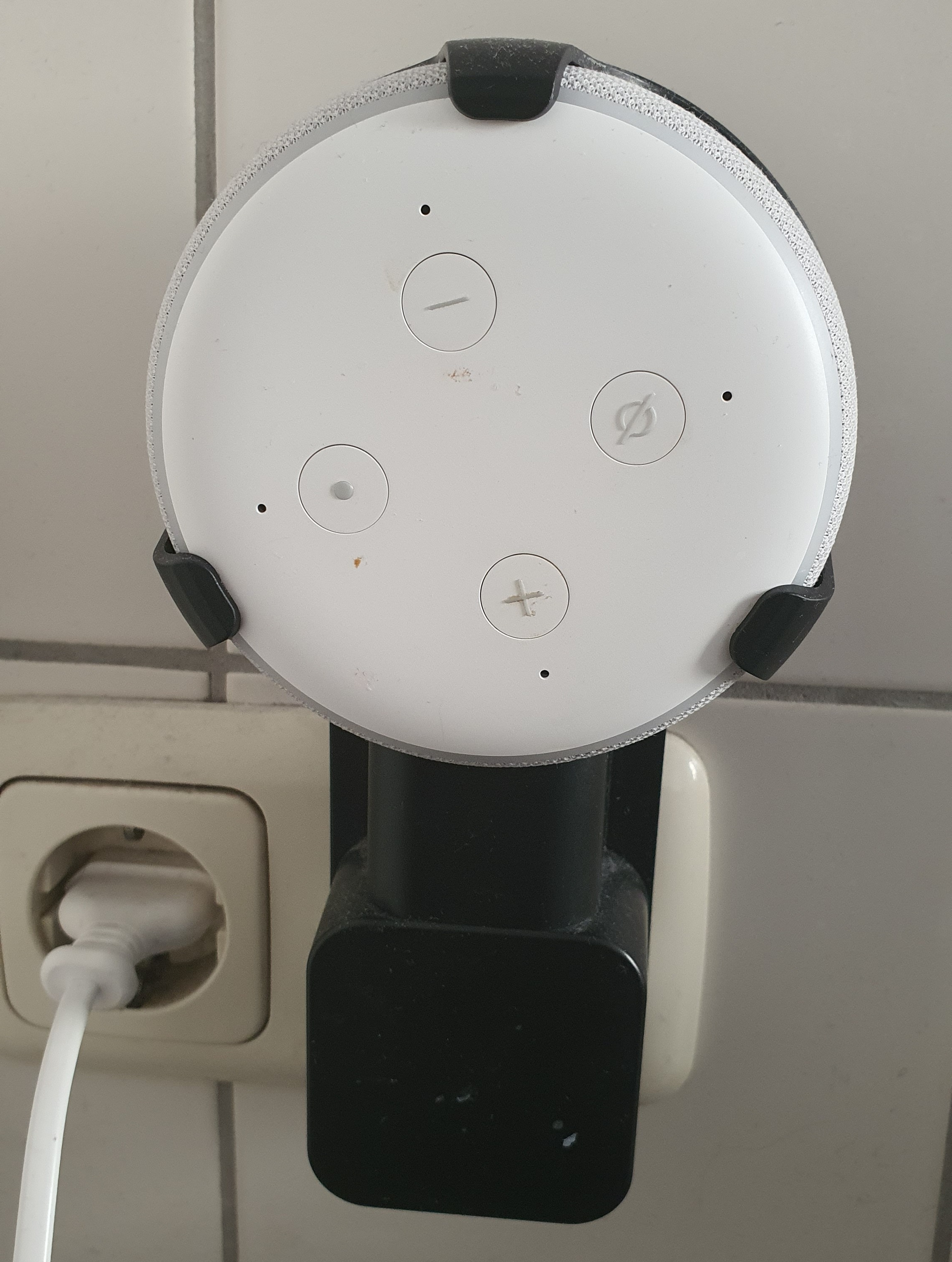
Echo Dot (3. Generation)

Variante mit neuer Optik (Netzbespannung an den Seiten). Eine erweiterte Variante ist der Echo Dot mit Uhr. Er ist an der Seite mit einer zusätzlichen Anzeige ausgestattet. Diese zeigt die Uhrzeit oder optional Temperatur oder Timer an.

### Echo Dot (4. Generation)
Die vierte Generation des Echo Dot ist technisch mit dem Vorgänger vergleichbar. Das Gehäuse des Geräts wurde im Kugeldesign überarbeitet. Auch hier gibt es eine Variante mit Uhr. Neben dem neuen Design und den Funktionen der dritten Generation ist eine Schlummerfunktion hinzugekommen, die durch Berührung ausgelöst werden kann.

### Echo Dot (5. Generation)

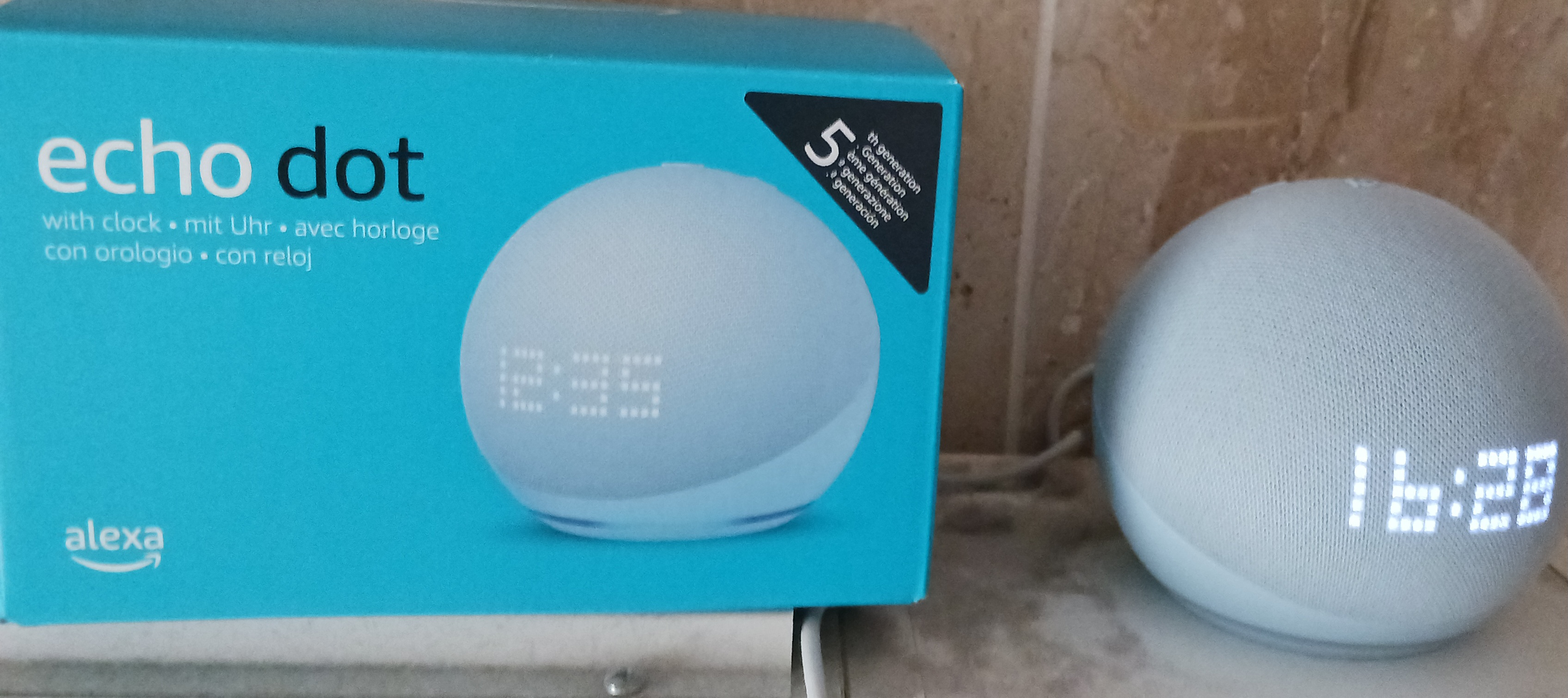
Echo Dot (5. Generation) mit Uhr

Der Echo Dot in der 5. Generation ist seinem Vorgänger optisch sehr ähnlich. Er ist jedoch in anderen Farben erhältlich. Die Funktionen wurden um Touch-Bedienung und einen Raumtemperatursensor erweitert.
Auch hier sind Varianten mit und ohne Zeitanzeige verfügbar. Im Display können auch das Wetter und Songtitel angezeigt werden.
Zusätzlich erschien eine Variante für Kinder, mit zwei verschiedenen Stoffbezügen in kindlichem Design.

### Echo Plus (2. Generation)
Die Plus-Version enthält einen Temperatursensor und ein ZigBee-Modul, um Smart-Home-Geräte über das ZigBee-Protokoll anzusprechen. Der Lautsprecher ist etwas größer als in der Standard-Echo-Version und bietet Klangvorteile.

### Echo Show (2. Generation)

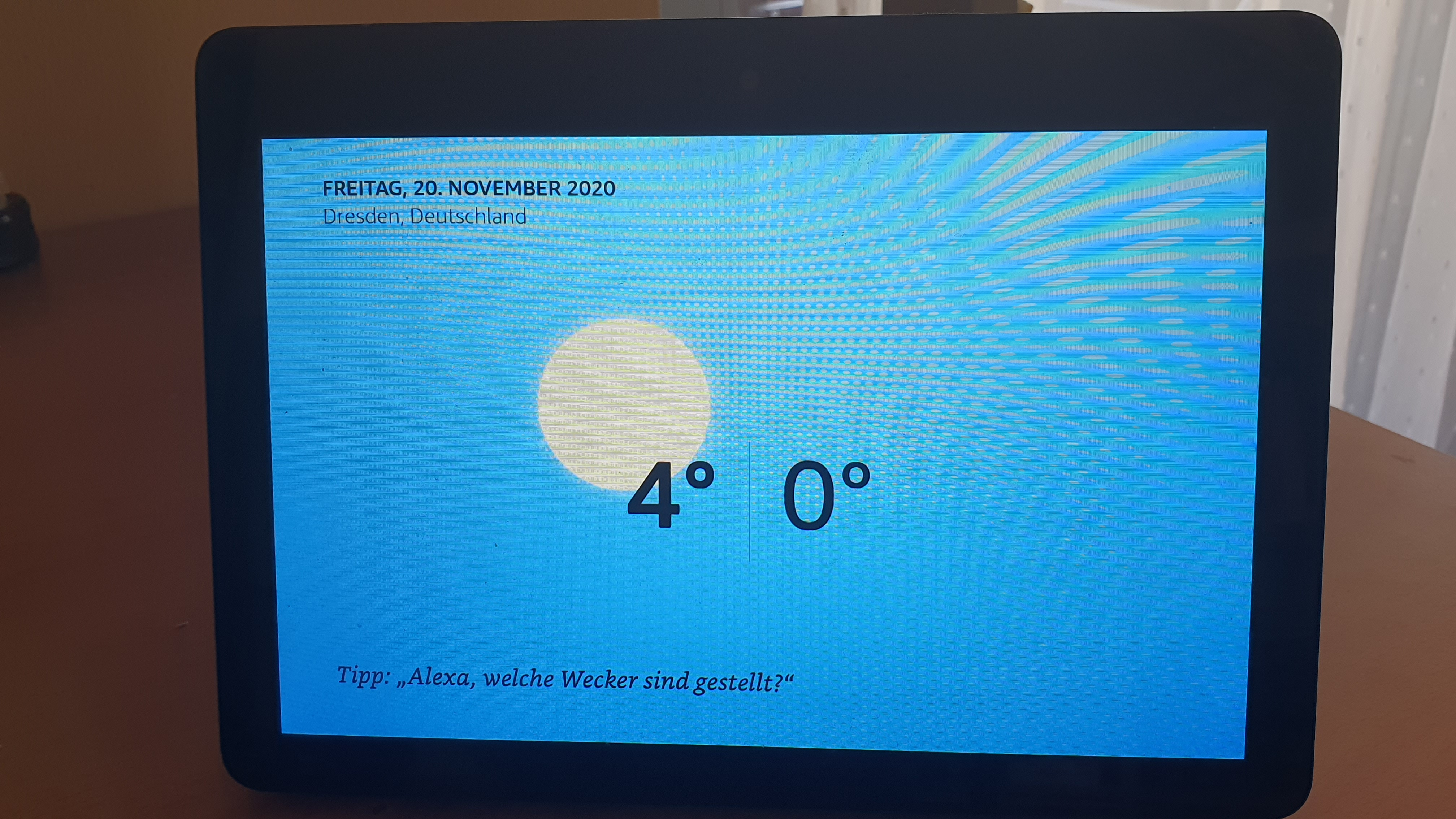
Echo Show (2. Generation)

Amazon Echo Show besitzt ein Display (7″ bei der ersten und 10″ bei der zweiten Generation) zur Wiedergabe von Videos. Über die integrierte Kamera kann man Videotelefonate führen.

### Echo Show 5

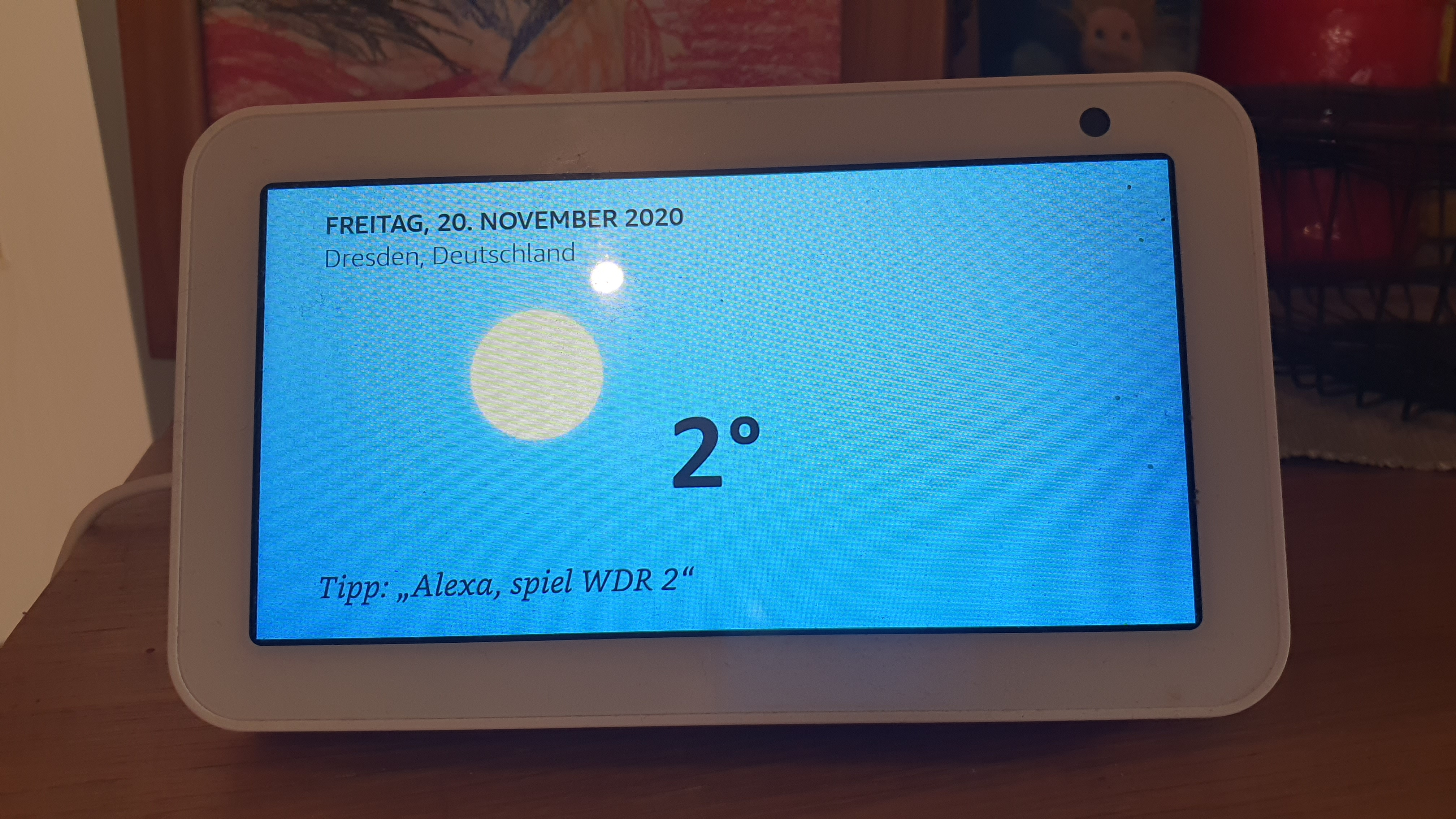
Echo Show 5

Das Echo Show 5 besitzt ein 5 Zoll großes Display. Die Auflösung beträgt 960 × 480 Pixel. Es verfügt über die Funktionen des Echo Show und ist als preiswertere Alternative zu diesem gedacht.

### Echo Show 5 (2. Generation, 2021)

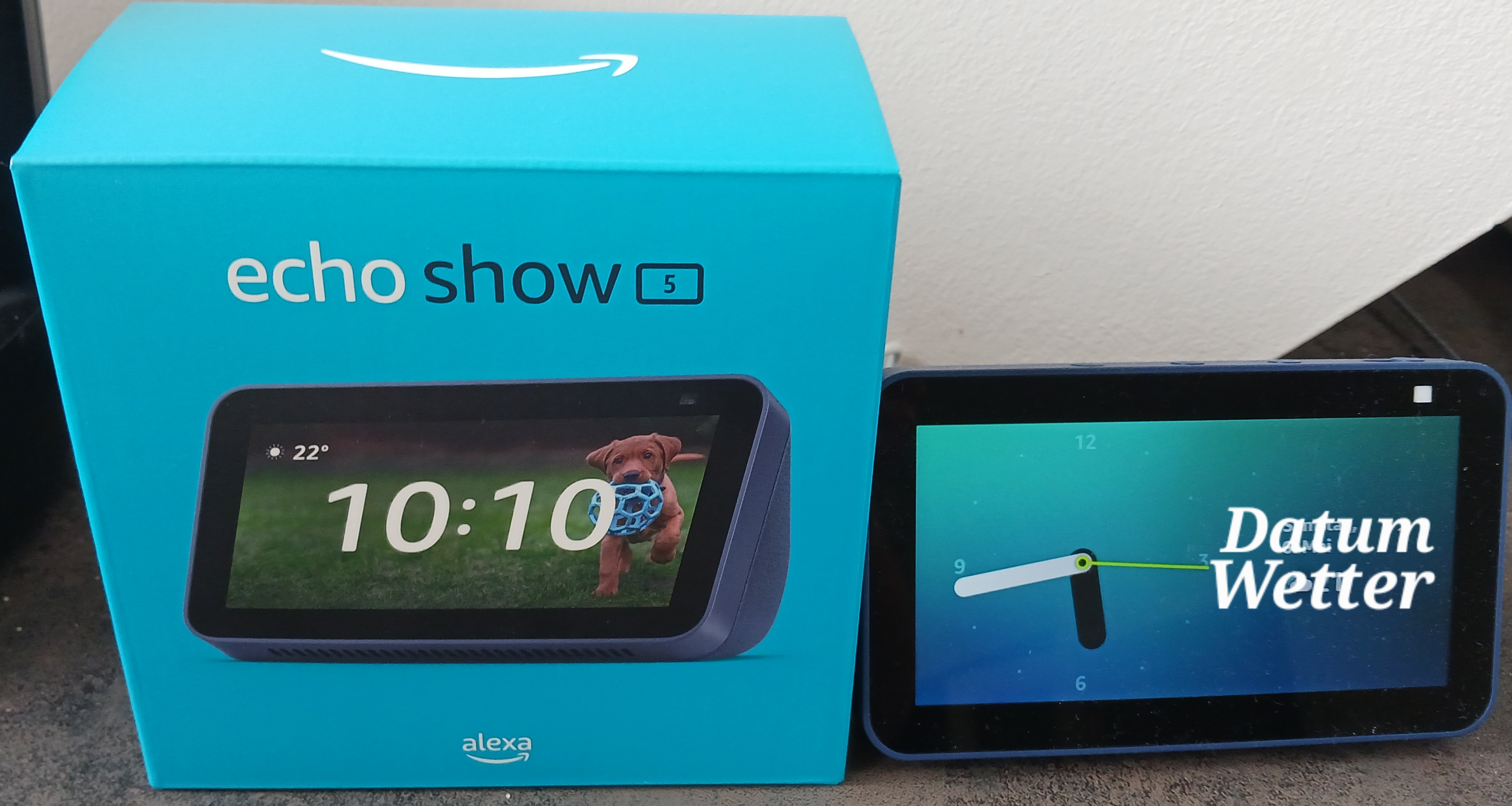
Echo Show 5 2. Gen.

Überarbeitete Neu-Auflage des Echo Show 5 von 2019 mit 2-MP- statt 1-MP-Kamera und ohne Audioausgang

### Echo Show 8
Das Echo Show 8 besitzt ein 8 Zoll großes Display mit einer Auflösung von 1280 × 800 Pixel. Das Design wurde an den Echo Show 5 angelehnt.

### Echo Show 10
Der Echo Show 10 ist mit einem drehbaren 10-Zoll-Display ausgestattet. Die Auflösung beträgt 1280 × 800 Pixel. Das Display kann sich selbständig auf den Benutzer ausrichten.

### Echo Show 15
Der Echo Show 15 ist ein im Hoch- oder Querformat an der Wand befestigbarer 15,6-Zoll-Monitor mit 1920 × 1080 Pixel Auflösung.

### Echo Spot

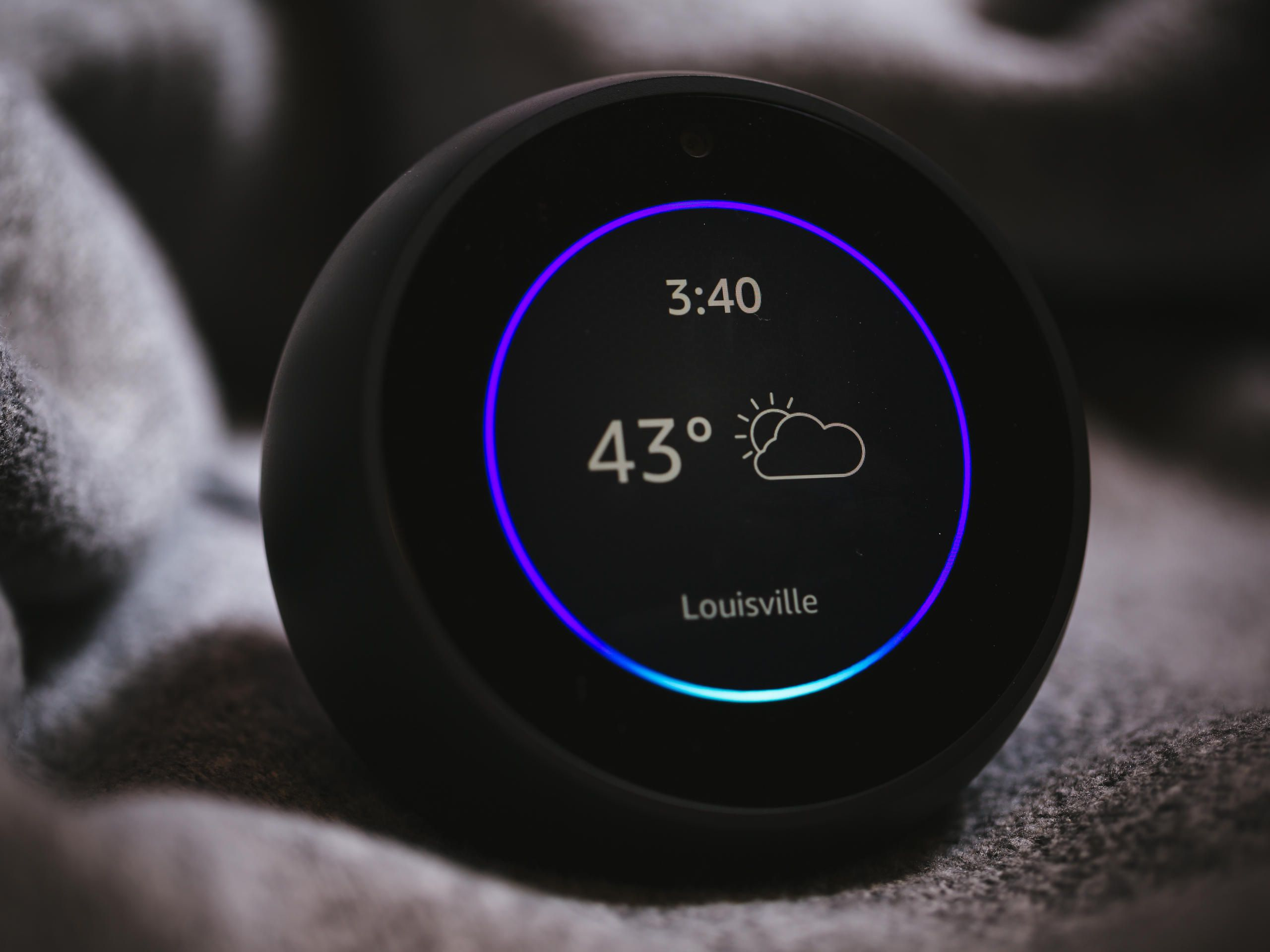
Echo Spot

Echo Spot ist vom Funktionsumfang identisch mit dem Echo Show, hat aber ein rundes Display in einem kugelförmigen Gehäuse.

### Echo Spot (2. Generation, 2024)
Überarbeitete Neu-Auflage des Echo Spot

## Erweiterungen & Versionen

### Echo Auto
Echo Auto ist eine Version für Autos. Es wird an das interne Infotainmentsystem angeschlossen, um den Ton auszugeben. Die Eingabe erfolgt über acht interne Mikrofone. Die Verbindung zum Internet wird über ein Smartphone hergestellt.

### Echo Input
Das Echo Input ist ein reines Eingabegerät. Die Tonausgabe erfolgt über ein vorhandenes Sound-System, das über einen 3,5-mm-Klinkenstecker oder Bluetooth angebunden wird.

### Echo Buttons
Echo Button ist als Eingabegerät eine Erweiterung für Echo-Geräte. Es handelt sich um einen runden Druckknopf, der über eine LED unterschiedliche Farben anzeigen kann. Dieser kann für Spiele oder zum Starten von Smart-Home-Routinen verwendet werden. 2019 wurde die Produktion und der Vertrieb eingestellt.

### Echo Connect
Echo Connect ist ein Erweiterungsmodul für Echo-Geräte. Über dieses war es möglich, mit einem Echo-Gerät über den normalen Telefonanschluss zu telefonieren. Die Funktionalität wurde von Amazon Anfang 2024 ohne Angabe von Gründen eingestellt, die Geräte wurden somit nutzlos.

### Echo Sub
Echo Sub ist ein separater Subwoofer, der mit vorhandenen Echo-Geräten verbunden wird. Durch ihn können zusätzliche Tieftöne erzeugt werden, die bei den anderen Echo-Geräten durch deren Baugröße nicht möglich sind.

### Echo Studio
Echo Studio ist ein auf Audio-Wiedergabe optimierter Lautsprecher. Der Lautsprecher erkennt die räumlichen Gegebenheiten, um den Klang optimal anzupassen. Er unterstützt Dolby Atmos, 360 Reality Audio und ist mit einem Smart-Home-Hub ausgestattet.

### Echo Wall Clock
Echo Wall Clock ist eine Erweiterung für Echo-Geräte. Es handelt sich um eine Wanduhr, die über Bluetooth mit einem Echo gekoppelt wird. Neben der Anzeige der Zeit über Zeiger kann die Uhr laufende Timer mittels eines LED-Rings darstellen.

### Echo Flex

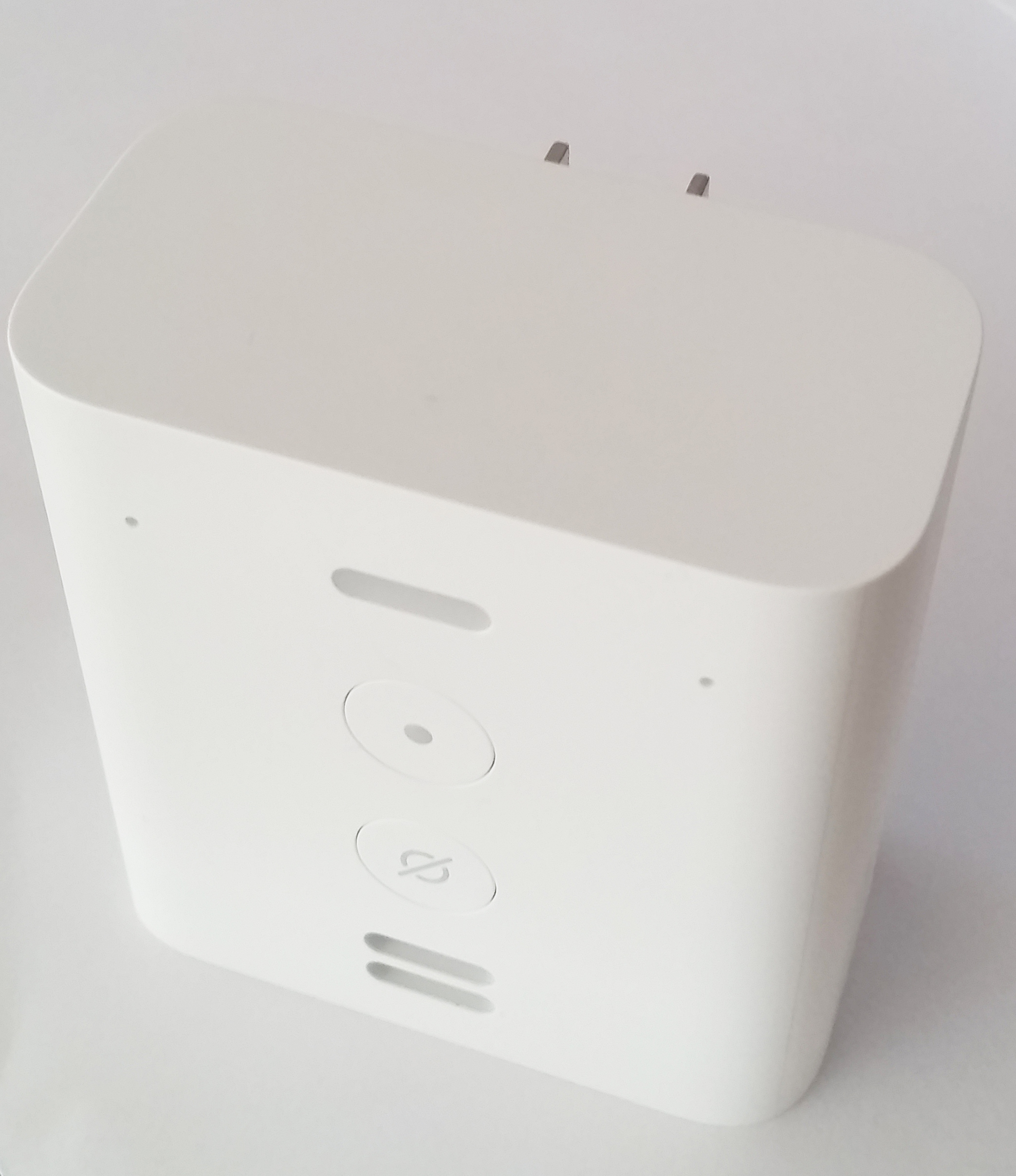
Amazon Echo Flex

Echo Flex ist ein Modul, welches direkt in eine (Wand-)Steckdose gesteckt wird. Ein USB-A-Anschluss bietet Erweiterungsmöglichkeiten. Aktuell stehen ein Bewegungssensor und ein Nachtlicht zur Verfügung. Die Qualität des Lautsprechers ist schlechter als bei einem regulären Echo Dot.

## Trivia
In den USA hat Anfang 2017 eine Fernsehsendung über Alexa bei Zuschauerhaushalten eine automatische Massenbestellung von Puppenhäusern ausgelöst.
Edward Snowden kommentierte die Einstellung des Ex-Geheimdienstchefs Keith Alexander durch Amazon mit den Worten: „Es stellt sich heraus, dass 'Hey Alexa!' also Keith Alexander meint.“
Am 21. Juni 2022 entschied das Verwaltungsgericht Göttingen, dass eine Namensänderung einer Person möglich ist, wenn der Name mit dem eines bekannten Sprachassistenten identisch ist. Das ist bei Alexa der Fall.